# Tanaorhinus subsignita
Tanaorhinus subsignita är en fjärilsart som beskrevs av Walker 1861. Tanaorhinus subsignita ingår i släktet Tanaorhinus och familjen mätare. Inga underarter finns listade i Catalogue of Life.